# Župnija Krško
Župnija Krško je rimskokatoliška teritorialna župnija Dekanije Leskovec Škofije Novo mesto. Je ena izmed treh župnij v Krškem, pri čemer Župnija Krško obsega mesto na desnem bregu Save z okoliškimi vasmi, Župnija Videm ob Savi (Škofija Celje) mesto na levem bregu Save, Župnija Leskovec pri Krškem pa najjužnejši del mesta na desnem bregu Save. Meja med krško in leskovško župnijo poteka po potoku Žlapovec.
Krško je bilo v letih 1909–1935 domači kraj Božjega služabnika Andreja Majcna. Tu je v župnijski cerkvi 5. maja 1918 prejel zakrament svete birme (po rokah škofa Antona Bonaventure Jegliča), 9. julija 1933 pa obhajal novo mašo. V cerkvi mu je postavljena tudi spominska kamnita plošča.
Za leto 2007, ko je župnijo prevzel župnik Alfonz Grojzdek, je novomeški škof Andrej Glavan župnijo označil kot versko zelo hladno. Grojzdku je že leta pred tem ljubljanski pomožni škof Stanislav Lenič večkrat mimogrede omenil, da je Krško liberalna župnija. Grojzek pa je poleg tega v arhivu v vizitacijskem poročilu našel tudi navedbo, da je Krško najbolj liberalna župnija v metropoliji. Župnija je veljala za táko, ki je ni želel noben duhovnik.

## Zgodovina
V srednjem veku je trg Krško spadal pod Župnijo Leskovec pri Krškem, ta pa je do 13. stoletja spadala pod Župnijo Bela Cerkev. Na krškem gradu, ki je bil od leta 1373 v lasti Celjskih grofov, je bila kapela sv. Nikolaja. Tu sta grofa Herman I. in Viljem ustanovila kaplanijo, ki je bila cerkvenopravno izvzeta iz leskovške župnije. Ustanovna pogodba, ki jo je podpisal tudi leskovški župnik Gregor, je določala dve mesti – za kaplana in duhovnega pomočnika ter njima dodeljena posestva v užitek. Po pogodbi se župnik v ničemer ni smel vtikati v njuno delo, hkrati pa sta ona dva smela opravljati pastoralo samo za grajske ljudi, ne pa tudi za tržane. Ti so sicer smeli hoditi k maši na grad. Pogodba je še določala, da se maša na gradu ni smela obhajati ob isti uri kot v župnijski cerkvi v Leskovcu.
Zaradi pomembnosti Krškega kot trga se že leta 1370 leskovška župnija omenja tudi kot krška. Ta oznaka se od leta 1477, ko je Krško dobilo mestne pravice, pojavlja še večkrat. V času turških nevarnosti so leskovški župniki pogosto iskali zavetje znotraj mestnega obzidja (zgrajeno leta 1480). V tem času so mesto pastoralno oskrbovali leskovški kaplani. Leta 1440 so Rajhenburški gospodje na mestu nekdanje sedlarske delavnice zgradili špital s cerkvijo sv. Duha. Leta 1573 je mestna Cerkev sv. Janeza Evangelista zaradi kmečkega upora do tal pogorela. Tako je bila leta 1582 zgrajena nova.
Leta 1640 so v Krško na prošnjo meščanov prišli kapucini v pomoč krškim župnikom, ki so bili pogosto odsotni – leta 1638 se na primer omenja Andrej Bianchini kot začasni krški župnik. Zavezali so se, da bodo maševali tudi v cerkvi sv. Janeza. Samostan so dogradili v štirih letih in 11. septembra 1644 je njihovo cerkev kot namestnik oglejskega patriarha posvetil pičenski škof Antonio Marenzi, ki je bil leta 1633 leskovški župnik. Zaradi razsajanja kuge so leta 1647 na vzpetini nad mestom zgradili Cerkev sv. Rozalije in ustanovili posebno bratovščino ter dvakrat na leto hodili v procesiji k cerkvi. Okrog leta 1683 se je zgodil požar na podružnični Cerkvi sv. Jožefa na Trški Gori, ki se je ponoči razširil iz bližnje hiše. Cerkev je takrat pogorela do tal, grofica Katarina Elizabeta Auersperg pa je nato leta 1702 dala zgraditi novo.
Med 17. in 19. stoletjem je Krško večkrat prevzelo neformalno vlogo sedeža župnije, saj so se nekateri od leskovških župnikov odločil stanovati v mestu. Kapucinska kronika beleži, da je bil Matija Bučela (župnik v letih 1657–1669) prvi, ki je svoje bivališče prenesel iz Leskovca v Krško in prevzel naslov mestnega župnika. V Krškem je župnikoval tudi Anton Gotthard (župnik v letu 1728). Leta 1768 je Krško postalo vikariat (kot podenota leskovške župnije) in s tem dobilo rednega in stalnega vikarja. Od kasnejših župnikov je v Krškem stanoval med drugim še Ignacij Hohenwart (župnik v letih 1795–1832).
Leta 1777 je grof Rihard Auersperg iz Šrajbarskega turna dal v baročnem slogu prezidati špitalsko cerkev sv. Duha. 9. julija tega leta jo je posvetil goriški nadškof Rudolf Jožef Edling. V času Jožefinskih reform, ko so se spreminjale meje škofij in župnij, je tudi Leskovška župnija prešla izpod jurisdikcije goriškega nadškofa pod jurisdikcijo ljubljanskega nadškofa. Tako je nadškof Mihael baron Brigido 26. julija 1788 prejel v upravo cerkev sv. Janeza Evangelista v Krškem skupaj s kapucinskim samostanom, kjer je trenutno vikar Venceslav iz Poljan. Krčani so se takrat zavzeli, da bi bil njihov vikariat povzdignjen v samostojno župnijo. Čeprav je njihov predlog škofija podprla, ga je vlada na Dunaju zavrnila. V 19. stoletju so še nekajkrat poskusili s prošnjami, ki jih je vlada vselej zavrnila z utemeljitvijo, da ni dovolj sredstev za vzdrževanje. Zadnjo prošnjo so podali leta 1888 in čeprav je vlada še najprej imela do tega vprašanja odklonilno stališče, je vsled finančne podpore Josipine Hočevar privolila, da za mnenje vprašajo prebivalce vikariata. Večina je glasovala za, nakar so se začela daljša pogajanja med vlado in škofijo. Naposled je bila 20. septembra 1894 župnija vendarle ustanovljena. Že omenjena Josipina je tri leta pred tem, leta 1891, dala zgraditi tudi novo pokopališko Cerkev sv. Križa. To so postavili na mesto srednjeveške Cerkve sv. Florijana, ki so jo zaradi dotrajanosti in pogrezanja v zemljo porušili.
Do 7. aprila 2006, ko je bila ustanovljena Škofija Novo mesto, je bila župnija del Nadškofije Ljubljana.

## Sakralni objekti
| #               | Slika                     | Cerkev                                                                             | Kraj       |
| --------------- | ------------------------- | ---------------------------------------------------------------------------------- | ---------- |
| 1.              | Klikni za spremembo slike | Cerkev sv. Janeza Evangelista                                                      | Krško      |
| 2.              | Klikni za spremembo slike | Cerkev Brezmadežne Device Marije (kapucinska cerkev)                               | Krško      |
| 3.              | Klikni za spremembo slike | Cerkev sv. Jožefa                                                                  | Trška Gora |
| 4.              | Klikni za spremembo slike | Cerkev sv. Lovrenca                                                                | Gora       |
| 5.              | Klikni za spremembo slike | Cerkev sv. Rozalije                                                                | Krško      |
| Nekdanje cerkve |                           |                                                                                    |            |
| 1.              | Klikni za spremembo slike | Cerkev sv. Duha (danes »Galerija Krško«)                                           | Krško      |
| 2.              | Klikni za spremembo slike | Cerkev sv. Florijana (pokopališka, podrta leta 1891, predhodnica cerkve sv. Križa) | Krško      |
| 3.              | Klikni za spremembo slike | Cerkev sv. Križa (pokopališka, danes prireditvena »Dvorana v parku«)               | Krško      |

V Gradu Krško je bila nekoč kapela sv. Nikolaja.

## Duhovniki
| 1. Janez Knavs (1894–1900) 2. Ludvik Škufca (1900–1902) 3. Ivan Reiner (1902–1910) 4. Alojzij Kurent (1910–1920) 5. Leopold Turšič (1920–1927) 6. Janez Filipič (1927–1938) 7. Alojzij Kurent (drugič, 1938–1962) 8. Anton Vidmar (1962–1972) 9. Milan Čučnik (1972–1974) 10. Ivan Lovše (1974–2007) 11. Alfonz Grojzdek (2007–) | 1. Martin Kerin (1894–1895) 2. Janez Debeljak (1896–1897) 3. Jakob Žust (1903–1906) 4. Franc Vidmar (1906–1909) 5. Alojzij Kurent (1909–1910, nato župnik) Kapucini 6. Lovro Novak (1922–1928) 7. Avrelij Šerik (1928–1934) 8. Kamil Požar (1934–1939) 9. Mavricij Teraš (1939–1940) 10. Dionizij Pristovnik (1940–1941) 11. Stanko Pečovnik 12. Metod 13. Roman Motore |